# Макоєв Борис Ахсарбекович
Борис Ахсарбекович Макоєв (рос. Борис Ахсарбекович Макоев; нар. 22 січня 1993, село Чикола, Північна Осетія) — російський та словацький борець вільного стилю осетинського походження, срібний та бронзовий призер чемпіонатів світу, срібний та бронзовий призер чемпіонатів Європи, учасник Олімпійських ігор. Майстер спорту з вільної боротьби.

## Життєпис
Боротьбою почав займатися з 2000 року в ДЮСШ Чиколи. Перший і особистий тренер — заслужений тренер Росії Ахсар Борисович Макоєв. У Словаччині його наставником став його земляк, теж уродженець Чиколи, Родіон Кертанті, що працював головним тренером словацької збірної з вільної боротьби.
Дворазовий бронзовий призер чемпіонату Росії серед молоді. До 2016 року виступав за збірну Росії на декількох престижних міжнародних турнірах, але до складу першої збірної на чемпіонати світу, Європи та Олімпійські ігри не потрапляв. Потім отримав пропозицію виступати під прапором Словаччини і з 2017 року виступає за цю країну. На дебютному для себе чемпіонаті світу відразу виграв срібну нагороду для Словаччини, лише у фіналі поступившись переможцю Олімпійських ігор в Ріо, чемпіону світу іранцю Хассану Яздані.
Виступає за спортивний клуб «Олімп» Партизанське (Словаччина).

## Спортивні результати на міжнародних змаганнях

### Виступи на Олімпіадах
| Змагання                    | Збірна     | Вагова категорія          | Місце |
| --------------------------- | ---------- | ------------------------- | ----- |
| Літні Олімпійські ігри 2020 | Словаччина | вільна боротьба, до 86 кг | 14    |

### Виступи на Чемпіонатах світу
| Змагання                        | Збірна     | Вагова категорія          | Місце  |
| ------------------------------- | ---------- | ------------------------- | ------ |
| Чемпіонат світу з боротьби 2017 | Словаччина | вільна боротьба, до 86 кг | Срібло |
| Чемпіонат світу з боротьби 2018 | Словаччина | вільна боротьба, до 86 кг | 8      |
| Чемпіонат світу з боротьби 2019 | Словаччина | вільна боротьба, до 86 кг | 24     |
| Чемпіонат світу з боротьби 2021 | Словаччина | вільна боротьба, до 86 кг | 5      |
| Чемпіонат світу з боротьби 2022 | Словаччина | вільна боротьба, до 86 кг | Бронза |
| Чемпіонат світу з боротьби 2023 | Словаччина | вільна боротьба, до 86 кг | 18     |

### Виступи на Чемпіонатах Європи
| Змагання                         | Збірна     | Вагова категорія          | Місце  |
| -------------------------------- | ---------- | ------------------------- | ------ |
| Чемпіонат Європи з боротьби 2017 | Словаччина | вільна боротьба, до 86 кг | 11     |
| Чемпіонат Європи з боротьби 2018 | Словаччина | вільна боротьба, до 86 кг | 16     |
| Чемпіонат Європи з боротьби 2019 | Словаччина | вільна боротьба, до 86 кг | 19     |
| Чемпіонат Європи з боротьби 2020 | Словаччина | вільна боротьба, до 86 кг | Бронза |
| Чемпіонат Європи з боротьби 2021 | Словаччина | вільна боротьба, до 86 кг | 5      |
| Чемпіонат Європи з боротьби 2022 | Словаччина | вільна боротьба, до 86 кг | 9      |
| Чемпіонат Європи з боротьби 2023 | Словаччина | вільна боротьба, до 86 кг | 5      |
| Чемпіонат Європи з боротьби 2024 | Словаччина | вільна боротьба, до 92 кг | Срібло |

### Виступи на Кубках світу
| Змагання                    | Збірна     | Вагова категорія          | Місце |
| --------------------------- | ---------- | ------------------------- | ----- |
| Кубок світу з боротьби 2020 | Словаччина | вільна боротьба, до 86 кг | 12    |

### Виступи на інших змаганнях
| Змагання                                                       | Збірна     | Вагова категорія          | Місце  |
| -------------------------------------------------------------- | ---------- | ------------------------- | ------ |
| Міжнародний турнір Ньюйоркського атлетичного клубу 2013        | Росія      | вільна боротьба, до 74 кг | Срібло |
| Гран-прі «Іван Яригін» 2014                                    | Росія      | вільна боротьба, до 74 кг | 23     |
| Гран-прі «Іван Яригін» 2015                                    | Росія      | вільна боротьба, до 74 кг | 5      |
| Турнір Олександра Медведя 2015                                 | Росія      | вільна боротьба, до 74 кг | 16     |
| Інтерконтинентальний кубок з боротьби 2015                     | Росія      | вільна боротьба, до 74 кг | 9      |
| Гран-прі «Іван Яригін» 2016                                    | Росія      | вільна боротьба, до 86 кг | 10     |
| Турнір Олександра Медведя 2016                                 | Росія      | вільна боротьба, до 86 кг | 17     |
| Київський Міжнародний турнір з боротьби 2017                   | Словаччина | вільна боротьба, до 86 кг | 5      |
| Турнір Дана Колова — Николи Петрова 2017                       | Словаччина | вільна боротьба, до 86 кг | 11     |
| Меморіал Вацлава Циолковського 2017                            | Словаччина | вільна боротьба, до 86 кг | 5      |
| Київський Міжнародний турнір з боротьби 2018                   | Словаччина | вільна боротьба, до 86 кг | 17     |
| Турнір Яшара Догу 2018                                         | Словаччина | вільна боротьба, до 86 кг | Бронза |
| Турнір Олександра Медведя 2018                                 | Словаччина | вільна боротьба, до 86 кг | Бронза |
| Турнір Дана Колова — Николи Петрова 2019                       | Словаччина | вільна боротьба, до 86 кг | Бронза |
| Київський Міжнародний турнір з боротьби 2019                   | Словаччина | вільна боротьба, до 86 кг | Золото |
| Турнір міста Сассарі з боротьби 2019                           | Словаччина | вільна боротьба, до 86 кг | 5      |
| Турнір Яшара Догу 2019                                         | Словаччина | вільна боротьба, до 86 кг | 5      |
| Турнір Г. Картозія і В. Балавадзе 2019                         | Словаччина | вільна боротьба, до 86 кг | 5      |
| Турнір Аланії з боротьби 2019                                  | Словаччина | вільна боротьба, до 86 кг | 18     |
| Київський Міжнародний турнір з боротьби 2021                   | Словаччина | вільна боротьба, до 86 кг | 5      |
| Олімпійський кваліфікаційний турнір з боротьби 2020 (Будапешт) | Словаччина | вільна боротьба, до 86 кг | Бронза |
| Олімпійський кваліфікаційний турнір з боротьби 2020 (Софія)    | Словаччина | вільна боротьба, до 86 кг | Срібло |
| Меморіал Болата Турлиханова 2022                               | Словаччина | вільна боротьба, до 86 кг | Срібло |
| Меморіал Маттео Пелліконе 2022                                 | Словаччина | вільна боротьба, до 86 кг | Бронза |
| Відкритий чемпіонат Загреба з боротьби 2023                    | Словаччина | вільна боротьба, до 86 кг | 8      |
| Турнір Ібрагіма Мустафи 2023                                   | Словаччина | вільна боротьба, до 86 кг | 5      |
| Олімпійський кваліфікаційний турнір з боротьби 2024 (Баку)     | Словаччина | вільна боротьба, до 86 кг | 10     |
| Олімпійський кваліфікаційний турнір з боротьби 2024 (Стамбул)  | Словаччина | вільна боротьба, до 86 кг | 21     |